# Sacciolepis interrupta
Sacciolepis interrupta är en gräsart som först beskrevs av Carl Ludwig von Willdenow, och fick sitt nu gällande namn av Otto Stapf. Sacciolepis interrupta ingår i släktet Sacciolepis och familjen gräs. Inga underarter finns listade i Catalogue of Life.